# ФК Партизан сезона 2006/07.
ФК Партизан сезона 2006/07. обухвата све резултате и остале информације везане за наступ Партизана у сезони 2006/07.
У овој сезони ФК Партизан је сакупио 22 победе, 5 пута је било нерешено и 16 пораза.

## Резултати

### Табела
| Поз | Клуб          | ИГ | Д  | Н  | ИЗ | ГД | ГП | ГР  | Бод |
| --- | ------------- | -- | -- | -- | -- | -- | -- | --- | --- |
| 1   | Црвена звезда | 32 | 23 | 5  | 4  | 55 | 27 | +28 | 74  |
| 2   | Партизан      | 32 | 18 | 3  | 11 | 47 | 31 | +16 | 57  |
| 3   | Војводина     | 32 | 16 | 6  | 10 | 38 | 25 | +13 | 54  |
| 4   | Бежанија      | 32 | 12 | 12 | 8  | 36 | 31 | +5  | 48  |

Легенда:
|  | УЕФА Лига шампиона Друго коло квалификација |
|  | УЕФА Куп Прво коло квалификација            |

| Датум               | Место                | Гледалаца | Противник      | Резултат | Стрелци за Партизан                                                        | Такмичење                 |
| 5. август 2006.     | Београд, Србија      | 2.000     | Бежанија       | 4:3      | Одита (27, 55, 63.) Лазић (49.)                                            | Суперлига                 |
| 10. август 2006.    | Београд, Србија      | 8.000     | Марибор        | 2:1      | Одита (28, 30.)                                                            | Квалификације за Куп УЕФА |
| 13. август 2006.    | Београд, Србија      | 1.500     | Вождовац       | 3:1      | Томић (16. пен.) Маринковић (63.) Зајић (69.)                              | Суперлига                 |
| 19. август 2006.    | Београд, Србија      | 8.236     | Банат          | 2:0      | Маринковић (86.) Одита (90.)                                               | Суперлига                 |
| 24. август 2006.    | Марибор, Словенија   | 8.500     | Марибор        | 1:1      | Зајић (30.)                                                                | Квалификације за Куп УЕФА |
| 27. август 2006.    | Нови Сад, Србија     | 6.000     | Војводина      | 0:1      |                                                                            | Суперлига                 |
| 9. септембар 2006.  | Београд, Србија      | 10.850    | ОФК Београд    | 0:1      |                                                                            | Суперлига                 |
| 14. септембар 2006. | Београд, Србија      | 10.658    | Гронинген      | 4:2      | Маринковић (4. пен. 43.) Зајић (16, 90.)                                   | Куп УЕФА                  |
| 17. септембар 2006. | Апатин, Србија       | 3.500     | Младост Апатин | 0:1      |                                                                            | Суперлига                 |
| 20. септембар 2006. | Београд, Србија      | 1.000     | ЧСК Челарево   | 3:0      | Ломић (41.) Марковски (48.) Јоветић (85.)                                  | Куп Србије                |
| 23. септембар 2006. | Београд, Србија      | 16.923    | Црвена звезда  | 0:0      |                                                                            | Суперлига                 |
| 28. септембар 2006. | Гронинген, Холандија | 19.097    | Гронинген      | 0:1      |                                                                            | Куп УЕФА                  |
| 1. октобар 2006.    | Смедерево, Србија    | 2.000     | Смедерево      | 2:2      | Зајић (24.) Маринковић (53.)                                               | Суперлига                 |
| 15. октобар 2006.   | Београд, Србија      | 6.127     | Земун          | 2:0      | Маринковић (20.) Ђорђевић (47.)                                            | Суперлига                 |
| 21. октобар 2006.   | Кула, Србија         | 500       | Хајдук Кула    | 1:0      | Одита (66.)                                                                | Суперлига                 |
| 25. октобар 2006.   | Београд, Србија      | 2.500     | Срем           | 2:0      | Јоветић (24.) Марковски (83.)                                              | Куп Србије                |
| 28. октобар 2006.   | Београд, Србија      | 4.871     | Борац Чачак    | 2:0      | Јоветић (67.) Одита (81.)                                                  | Суперлига                 |
| 2. новембар 2006.   | Београд, Србија      | 12.170    | Ливорно        | 1:1      | Миросављевић (70.)                                                         | Куп УЕФА                  |
| 5. новембар 2006.   | Београд, Србија      | 2.000     | Бежанија       | 1:3      | Одита (56.)                                                                | Суперлига                 |
| 11. новембар 2006.  | Београд, Србија      | 3.596     | Вождовац       | 2:0      | Маринковић (5.) Ђорђевић (21.)                                             | Суперлига                 |
| 18. новембар 2006.  | Зрењанин, Србија     | 3.000     | Банат          | 2:1      | Маринковић (15.) Миросављевић (35.)                                        | Суперлига                 |
| 23. новембар 2006.  | Хаифа, Израел        | 17.000    | Макаби Хаифа   | 0:1      |                                                                            | Куп УЕФА                  |
| 26. новембар 2006.  | Београд, Србија      | 4.134     | Војводина      | 0:1      |                                                                            | Суперлига                 |
| 29. новембар 2006.  | Београд, Србија      | 4.000     | Оксер          | 1:4      | Маринковић (5.)                                                            | Куп УЕФА                  |
| 3. децембар 2006.   | Београд, Србија      | 8.000     | ОФК Београд    | 1:1      | Малетић (21.)                                                              | Суперлига                 |
| 14. децембар 2006.  | Глазгов, Шкотска     | 45.129    | Ренџерс        | 0:1      |                                                                            | Куп УЕФА                  |
| 17. фебруар 2007.   | Београд, Србија      | 4.258     | Младост Апатин | 1:0      | Маринковић (70.)                                                           | Суперлига                 |
| 24. фебруар 2007.   | Београд, Србија      | 30.000    | Црвена звезда  | 4:2      | Михајлов (39.) Бајић (57.) Маринковић (67.) Лазетић (86.)                  | Суперлига                 |
| 3. март 2007.       | Београд, Србија      | 9.890     | Смедерево      | 2:1      | Одита (78.) Ломић (90+5.)                                                  | Суперлига                 |
| 10. март 2007.      | Београд, Србија      | 2.500     | Земун          | 2:1      | Богуновић (22.) (а. г.) Маринковић (70.)                                   | Суперлига                 |
| 14. март 2007.      | Апатин, Србија       | 2.500     | Младост Апатин | 3:0      | Јоветић (10.) Смиљанић (15. пен.) Маринковић (52.)                         | Куп Србије                |
| 18. март 2007.      | Београд, Србија      | 10.000    | Хајдук Кула    | 0:1      |                                                                            | Суперлига                 |
| 1. април 2007.      | Чачак, Србија        | 4.000     | Борац Чачак    | 1:0      | Маринковић (56.)                                                           | Суперлига                 |
| 7. април 2007.      | Београд, Србија      | 6.104     | Хајдук Кула    | 2:0      | Нађ (55.) Лазић (58.)                                                      | Суперлига                 |
| 11. април 2007.     | Београд, Србија      | 20.000    | Црвена звезда  | 0:1      |                                                                            | Суперлига                 |
| 18. април 2007.     | Београд, Србија      | 15.000    | Црвена звезда  | 0:1      |                                                                            | Куп Србије                |
| 22. април 2007.     | Београд, Србија      | 7.000     | Војводина      | 1:0      | Одита (85.)                                                                | Суперлига                 |
| 27. април 2007.     | Апатин, Србија       | 1.000     | Младост Апатин | 2:0      | Одита (49.) Ненад Маринковић (88.)                                         | Суперлига                 |
| 2. мај 2007.        | Кула, Србија         | 500       | Хајдук Кула    | 0:3      |                                                                            | Суперлига                 |
| 5. мај 2007.        | Београд, Србија      | 12.590    | Црвена звезда  | 1:2      | Рукавина (49.)                                                             | Суперлига                 |
| 12. мај 2007.       | Београд, Србија      | ?         | Бежанија       | 1:2      | Рукавина (85.)                                                             | Суперлига                 |
| 20. мај 2007.       | Нови Сад, Србија     | 4.000     | Војводина      | 0:2      |                                                                            | Суперлига                 |
| 26. мај 2007.       | Београд, Србија      | 6.735     | Младост Апатин | 7:1      | Рукавина (16.) Лазетић (24, 85.) Зајић (36.) Бајић (38, 70.) Малетић (66.) | Суперлига                 |